# Lưu Hồng Quang
Lưu Hồng Quang (sinh ngày 10 tháng 10 năm 1990 tại Hà Nội) là một nghệ sĩ dương cầm trẻ nổi tiếng. Anh từng là sinh viên của Học viện âm nhạc quốc gia Việt Nam, Học viện âm nhạc quốc tế Úc và Nhạc viện Montreal Canada.  Hồng Quang được biết đến là một nghệ sỹ piano trẻ tuổi xuất sắc với hàng loạt các giải thưởng quốc tế.

## Tiểu sử
Lưu Hồng Quang sinh ra trong một gia đình nghệ thuật, cha là Phó giáo sư - Tiến sĩ - Nghệ sĩ ưu tú Lưu Quang Minh - một trong những nhà giáo có uy tín về lĩnh vực biểu diễn và giảng dạy đàn Accordion và nhạc Jazz của Việt Nam. Em trai của anh là Lưu Đức Anh cũng có đam mê và được định hướng đi theo con đường nghệ thuật từ bé. Từ năm tuổi, anh đã được bố cho tiếp xúc với cây đàn piano.

## Sự nghiệp
Lưu Hồng Quang theo học lớp Giáo sư – Tiến sỹ - Nhà giáo nhân dân Trần Thu Hà từ năm 1996 đến năm 2006, tài năng của anh dần thu hút được sự chú ý của giới âm nhạc trong và ngoài nước.  Năm 2007, anh nhận học bổng toàn phần của Nhạc viện quốc tế Úc  và  trình độ của người nghệ sỹ piano trẻ càng trở nên điêu luyện dưới sự kèm cặp của giáo sư Kyung Hee Lee. Từ năm 2008, Lưu Hồng Quang đã gặt hái được nhiều giải thưởng trong các cuộc thi piano tại Úc, bao gồm giải nhất cuộc thi Sydney Eisteddfod: Kawai, Recital, Chopin, 19th Century piano awards và Lev Vlassenko piano competition.
Trong thời gian này, anh còn tham gia biểu diễn cùng nhiều dàn nhạc có tên tuổi bao gồm Hanoi Philharmonic Orchestra, Vietnam national symphony Orchestra, Orchestra from Florence(Italy), Queensland symphony Orchestra, KOZY symphony Orchestra, Metropolitan Orchestra(Sydney), Wuhan philharmonic Orchestra(China). Năm 2011, Lưu Hồng Quang nhận học bổng toàn phần từ chương trình Kirishima International music festival, Nhật Bản. Tại đây ngoài cơ hội làm việc với nghệ sỹ danh tiếng Đặng Thái Sơn, anh còn có buổi biểu diễn tại Tokyo Opera City Concert Hall. Năm 2012 anh tốt nghiệp loại xuất sắc tại Nhạc viện quốc tế Úc.
Khi 23 tuổi, Lưu Hồng Quang vinh dự được nghệ sỹ Đặng Thái Sơn mời biểu diễn song tấu trong chương trình " Đặng Thái Sơn trong âm thanh mới thế kỷ XX" diễn ra tại Nhà hát lớn Hà Nội tối 4/12/ 2013.  Anh  đã song tấu ăn nhịp trong bộ 4 tác phẩm của nhà soạn nhạc người Pháp Francis Poulenc, đặc biệt ấn tượng là bản Elégie đầy tính đối đáp - một trong những tác phẩm tuyệt vời nhất của Poulenc. Lưu Hồng Quang từng được Nghệ sỹ Đặng Thái Sơn đánh giá  là "một nghệ sĩ piano chuyên nghiệp ở trình độ cao, thể hiện sự sáng tạo âm nhạc tuyệt vời, khả năng kiểm soát và trình diễn hấp dẫn trên sân khấu".
Năm 2013, Quang đã phát hành đĩa CD đầu tiên, biểu diễn độc tấu cùng dàn nhạc Queensland Youth Orchestra của Australia tại thành phố Brisbane, biểu diễn độc tấu ra mắt tại Aukland - New Zealand và tại Việt Nam là hai đêm diễn với người thầy – Nghệ sỹ Đặng Thái Sơn.
Năm 2015 -2016 anh theo học bậc cao học biểu diễn Piano với Nghệ sỹ Đặng Thái Sơn tại nhạc viên Montreal, Canada.  Hiện nay Lưu Hồng Quang đang giảng dạy tại Học viện âm nhạc và biểu diễn nghệ thuật Úc (Academy of Music and performing Arts, Australia).

## Giải thưởng
- Giải Đặc biệt tại Cuộc thi Piano Chopin Quốc tế châu Á tại Tokyo (Nhật Bản) 1/2006.
- Giải Ba Cuộc thi Piano Quốc tế Valtidone (Italy) - 6/2006
- Giải Nhì Cuộc thi Piano Quốc tế Valtidone (Italy) - 6/2008
- Giải Ba Cuộc thi Piano thế kỷ 19 tại Sydney (Australia) - 6/2008
- Giải nhất Cuộc thi Giải thưởng Độc tấu Piano" tại Sydney (Australia) 8/2008
- Giải nhất Cuộc thi Piano Chopin tại Sydney (Australia) - 7/2009
- Giải Ba Cuộc thi Piano Quốc tế lần 1 tại Hà Nội (Việt Nam) - 9/2010
- Giải Nhất cuộc thi Piano Lev Vlassenko toàn châu Úc dành cho lứa tuổi 16-30 diễn ra vào tháng 8/2011.
- Giải Nhì cuộc thi piano quốc tế Euregio Piano Award diễn ra từ ngày 23-26/7/2015  tại Geilenkirchen - CHLB Đức